# Chainsaw Man
Chainsaw Man (チェンソーマン Chensō Man?, lit. «Hombre Motosierra») es una serie de manga japonés escrita e ilustrada por Tatsuki Fujimoto. La primera parte fue serializada en la revista Shūkan Shōnen Jump de Shūeisha desde el 3 de diciembre de 2018 hasta el 14 de diciembre de 2020; una segunda parte se publica en la revista en línea Shōnen Jump+ desde el 13 de julio de 2022. Hasta el momento sus capítulos se han recopilado en veintiuno volúmenes tankōbon. En América del Norte, el manga tiene licencia en inglés de VIZ Media, tanto para publicación impresa como digital, y también está publicado por Shūeisha en la plataforma en línea Manga Plus.
El 14 de diciembre de 2020 se anunció una adaptación de la serie al anime producida por el estudio MAPPA, que se estrenó el 11 de octubre de 2022.
En septiembre de 2022, el manga tiene más de 16 millones de copias en circulación. En 2021, el manga ganó el 66° Shogakukan Manga Award en la categoría shōnen. Chainsaw Man ha sido bien recibido en general por los críticos, que han destacado su narrativa, escenas violentas y humor negro.

## Sinopsis

### Escenario
En la serie de Chainsaw Man la historia se desarrolla en un mundo donde los demonios nacen de los miedos humanos. Los demonios suelen ser peligrosos y malévolos, su poder es proporcional a la fuerza con que se incita su miedo correspondiente en la conciencia humana colectiva. Sin embargo, los humanos pueden firmar contratos con ellos para usar sus poderes. Las personas que se especializan en la caza y el empleo de demonios se denominan Devil Hunters. Los demonios se originan en el Infierno y existen en un ciclo de vida interminable entre la Tierra y el Infierno; renacen en la Tierra cuando son asesinados en el Infierno, y viceversa. En el Infierno viven demonios extremadamente poderosos llamados Demonios Primigenios, que nunca han sido asesinados. El tránsito entre los dos mundos parece estar supervisado por el Demonio Infierno.
Un demonio puede, en determinadas condiciones, habitar el cuerpo de un ser humano muerto, adquiriendo algunos de sus recuerdos y personalidad; tales criaturas se llaman Poseídos. Se dice que los poseídos que naturalmente tienen una apariencia humana son benévolos con los humanos.
Los eventos de la historia tienen lugar en 1997, en una línea de tiempo alternativa donde la Unión Soviética todavía existe, el atentado contra las torres gemelas ya ocurrió, se usan códigos QR y muchos eventos históricos como el Holocausto parecen no haber ocurrido nunca.

### Trama

#### Parte 1
Denji es un joven atrapado en la pobreza extrema, que trabaja para saldar la deuda de su padre fallecido (mediante su suicidio) con la Yakuza trabajando como Devil Hunter, con la ayuda de su fiel compañero canino, hermano del alma y también conocido como el Demonio Motosierra, Pochita. Denji es traicionado por los Yakuza, quienes lo matan por un contrato con el Demonio Zombi. Pochita hace un contrato con Denji, fusionándose con él y reviviéndolo como un híbrido humano-demonio, bajo la condición de que Denji «le muestre su sueño». Denji masacra a los Yakuza y es abordado por un equipo de Devil Hunters gubernamentales, la División de Seguridad Pública, dirigida por Makima, quienes lo persuaden para que se una a sus filas como perro del gobierno. Denji está de acuerdo y se asocia con Power, la Poseída Sangre y Aki Hayakawa, un Devil Hunter autodestructivo. Makima le promete a Denji cualquier favor, siempre que mate al Demonio Arma de Fuego, el autor de la mayor masacre en la historia de la humanidad.
El grupo de Denji se encuentra con otro híbrido, Samurai Sword, un vengativo yakuza aparentemente aliado con el Demonio Arma de Fuego, que mata a una gran parte de la División con la ayuda de su manejador, una antigua Devil Hunter civil en contrato con el Demonio Serpiente, Akane Sawatari. Denji y Power son entrenados por Kishibe, un maestro Devil Hunter que desconfía de Makima; Aki hace un trato con el Demonio Futuro, quien prevé una «muerte horrible» para él. La División lanza un contraataque contra Samurai Sword y Sawatari, y finalmente los captura a ambos.
Algún tiempo después, Denji comienza un romance con una chica llamada Reze, que en realidad es una espía híbrida del Demonio Bomba de la Unión Soviética enviada para capturarlo. Aunque le devuelve su afecto, ataca la ciudad, y la División apenas salva a Denji. Después de recuperarse, Denji pelea con ella y acepta una propuesta para salir juntos de Japón; antes de que puedan reunirse, Makima la captura en secreto. La pelea de Denji con Reze revela su existencia al mundo.
La División se entera de que cuatro grupos de asesinos están apuntando a Denji: la Devil Hunter china Quanxi; un enemigo misterioso de Makima llamado «Santa Claus»; tres hermanos estadounidenses; y una mujer rusa que enseña a su alumno, Tolka. Denji está equipado con un detalle de seguridad. Aunque los hermanos son repelidos  y Quanxi inicialmente se estanca, Santa Claus usa sus poderes de Demonio Muñeca para un gran ataque de horda. Después de un seguimiento de Quanxi, la maestra de Tolka se revela a sí misma como la verdadera «Santa Claus», y transporta a todos al Infierno, donde son atacados por el Demonio Oscuridad. Santa Claus hace un contrato con el diablo de las tinieblas que la empodera.
Makima recupera al grupo del infierno. Quanxi, revelada como un híbrido, ayuda a Denji a derrotar a Santa Claus. Después de que Denji se recupera, Makima revela que el Demonio Arma de Fuego es en realidad un activo geopolítico, con muchas facciones controlando partes de él. Mientras Aki le ruega a Makima por la seguridad de Denji y Power, el presidente de los Estados Unidos ordena al Demonio Arma de Fuego que ataque Japón. Revelada como el Demonio Control, Makima se enfrenta al Demonio Arma de Fuego y gana. Aki muere en el ataque, y el Demonio Arma de Fuego toma su cuerpo como un demonio. Denji es atacado por el poseído Arma de Fuego y, ayudado por civiles, lo mata y es devastado por la muerte de Aki. Mientras aparentemente lo consuela, Makima mata a Power, revelándole que su padre no había sido víctima de un suicidio, sino asesinado por el mismo Denji en defensa propia y revelándose responsable de las pérdidas de Denji, habiendo planeado anular su contrato con Pochita aplastando sus sueños de una vida normal.
Kishibe la ataca, apoyado por el Demonio Infierno, y ella llama a «Chainsaw Man» para salvarla. Controlando el cuerpo de Denji, Pochita asume su verdadera forma y lo ataca. Makima explica sus objetivos: utilizar el poder de Pochita para eliminar conceptos de la realidad al comerse a sus respectivos demonios para crear un mundo sin miedo ni sufrimiento; con este fin, el primer ministro de Japón le otorgó la inmortalidad a base de que todo el daño recibido por ella sea transmitido a un ciudadano japonés aleatorio en formas indiferentes a enfermedades comunes. Luchando contra Chainsaw Man usando los híbridos con lavado de cerebro, ella gana, ya que las hazañas heroicas de Denji han debilitado el miedo al Demonio Motosierra. Power se reforma a partir de un remanente de su sangre que escapa con Chainsaw Man y, mortalmente herida, restaura la voluntad de vivir de Denji en base a un contrato, haciéndole prometer que la encontrará cuando renazca en el Infierno.
Animado por el apoyo público a él, Denji se enfrenta a Makima y la derrota; para evitar su inmortalidad, se come su cuerpo. Kishibe más tarde revela que Makima fue aniquilada, pero el Demonio Control resurgió en la forma de una niña, ahora llamada Nayuta. Le pide a Denji que la cuide, y Pochita reafirma esta misión en los sueños de Denji. La parte 1 termina con Denji ahora asistiendo a la escuela.

#### Parte 2
El segundo arco presenta a Asa Mitaka, una estudiante de secundaria introvertida que asiste a la escuela secundaria Fourth East. Un día, su clase conoce a Bucky, un Demonio Pollo, y la clase lo hospeda durante tres meses, y la clase tiene la opción de matarlo o perdonarlo. Tres meses después, la clase perdona a Bucky, habiéndose encariñado con él. Bucky anima a Asa a salir de su caparazón, pero muere cuando Asa tropieza sobre él mientras lo carga. Más tarde, se enfrenta a un estudiante que ha hecho un trato con el Demonio Justicia que mata a Asa. Revivida al formar un trato con la Demonio Guerra llamada «Yoru», Asa busca encontrar y matar a Chainsaw Man, aunque ella y Yoru tienen objetivos diferentes; Asa quiere que Yoru deje su cuerpo, mientras que Yoru quiere recuperar al Demonio Armas Nucleares de Pochita. Para localizar a Chainsaw Man, se unen al club de Devil Hunters de la escuela, donde se asocian con Hirofumi Yoshida, un cazador de demonios del sector privado de una organización desconocida, y Yuko, una estudiante amigable que se hizo amiga de ella.
Mientras tanto, Denji se ha adaptado a su nueva vida como un estudiante normal de secundaria, también asiste a Fourth East, mientras usa su nueva fama de superhéroe como Chainsaw Man para atraer a tantas mujeres a su alrededor. Yoshida, quien anteriormente ayudó a Denji, lo sigue bajo una misión desconocida. Desesperado por una novia, Yoshida le presenta a Denji a Asa, quien inmediatamente no le cree cuando trata de convencerla de que él es Chainsaw Man. Asa descubre que Yuko ha formado un contrato con el Demonio Justicia y planea vengarse en nombre de Asa de todos los que la intimidaron.

## Producción
A pesar de la violencia y el humor negro de la serie, Fujimoto siempre quiso serializar en Shūkan Shōnen Jump, pero tenía la sensación de que su trabajo sería «enterrado» si hubiera hecho un «manga tipo Jump», por lo que trató de retener mucho de su individualidad como creador mientras hacía que solo la estructura y los personajes siguieran el estilo Jump. Fujimoto también dijo que, a pesar de su éxito en la revista, quería escribir la segunda parte de la serie en Shōnen Jump+ porque quería hacer una serie completamente diferente a la primera. Según él, no hay mucha diferencia en el trabajo entre Shūkan Shōnen Jump y Shōnen Jump+, explicando que hubo algunas representaciones que se detuvieron durante la etapa de borrador, pero se le permitió hacer lo que quisiera con respecto a la lógica de la historia.
Fujimoto dijo que se inspiró en varias obras. Durante la serialización de Chainsaw Man, Fujimoto dijo que estaba demasiado ocupado, pero vio tantas cosas nuevas como pudo y tomó prestados varios elementos de lo que vio. En Twitter, afirmó que era fanático de la trilogía cinematográfica de 2016 Kizumonogatari, y que la batalla final de la trilogía, que se muestra en la Parte 3: Reiketsu, inspiró la batalla final de la primera parte de Chainsaw Man. También describió la serie como un "FLCL perverso" y un "Abara pop". Fujimoto tenía varios elementos de la serie planeados desde el principio, mientras que se fueron añadiendo otras cosas a medida que avanzaba. No tenía planes específicos para sacar provecho de las palabras que suenan significativas y las cosas que se sentían "mal", y agregó que dejó varias cosas vagas para que la segunda parte de la serie fuera más fácil de hacer.
Con respecto a la adaptación al anime de la serie, Fujimoto declaró que habló con las personas que la manejaban y que se sentía cómodo dejándoles las cosas. Cuando se anunció oficialmente la serie de anime, Fujimoto comentó: «Chainsaw Man es como un imitador de Dorohedoro y Jujutsu Kaisen, ¡¿y el estudio de Dorohedoro y Jujutsu Kaisen producirá su anime!? ¡No tengo nada que decir! ¡Por favor, háganlo!».

## Contenido de la obra

### Manga
Chainsaw Man está escrito e ilustrado por Tatsuki Fujimoto. La primera parte de la serie, «Arco de seguridad pública» (公安 編 Kōan-hen?), se publicó en la revista Shūkan Shōnen Jump de Shūeisha del 3 de diciembre de 2018 al 14 de diciembre de 2020; después de la conclusión de la serie en Shūkan Shōnen Jump, se anunció el comienzo de una segunda parte en la revista en línea Shōnen Jump+ de Shūeisha. El 19 de diciembre de 2020, se anunció que la segunda parte, «Arco de la escuela» (学校 編 Gakkō-hen?), presentaría a Denji yendo a la escuela. La segunda parte comenzó a serializarse el 13 de julio de 2022. Shūeisha ha recopilado sus capítulos individuales en volúmenes tankōbon. El primer volumen fue publicado el 4 de marzo de 2019, y hasta el momento se han lanzado veintiuno volúmenes.
En América del Norte, VIZ Media publicó los primeros tres capítulos en la revista digítal Weeky Shonen Jump para su iniciativa «Jump Start». Los nuevos capítulos ese publicaron luego en la plataforma digital Shonen Jump después de la cancelación de la Weekly Shonen Jump. Shūeisha también publicó simultáneamente en inglés la serie en la aplicación y el sitio web Manga Plus desde enero de 2019. En febrero de 2020, VIZ Media anunció el lanzamiento digital e impreso del manga. VIZ Media publicó un avance oficial del manga, con una voz de ópera de alto octanaje como banda sonora. El primer volumen se publicó el 6 de octubre de 2020.
El manga también tiene licencia en Francia por Kazé, en Italia, México y Brasil por Editorial Panini, en España por Norma Editorial, en Tailandia por Siam Inter Comics, en Polonia por Waneko, en Alemania por Egmont Manga, en Argentina por Editorial Ivrea, en Taiwán por Tong Li Publishing y en Corea del Sur por Haksan Publishing.

#### Lista de volúmenes
| Volumen 01 "Perro y motosierra" "Inu to Chensō"(犬とチェンソー) | ISBN | Publicado                                  |
| Volumen 01 "Perro y motosierra" "Inu to Chensō"(犬とチェンソー) | ISBN 978-4-08-881780-4 ISBN 978-84-679-4115-9 | 4 de marzo de 2019 4 de septiembre de 2020 |
| | |                                            |
| Contiene los capítulos: \| - 01. «Perro y motosierra» (犬とチェンソー Inu to Chensō?) - 02. «El lugar donde está Pochita» (ポチタの行方 Pochita no Yukue?) - 03. «Llegada a Tokio» (東京到着 Tōkyō Tōchaku?) - 04. «Power» (力 パワー?, Pawā) \| - 05. «Una forma de tocar algunas tetas» (胸を揉む方法 Mune o Momu Hōhō?) - 06. «Servicio» (使役 Shieki?) - 07. «El paradero de Meowy» (ニャーコの行方 Nyāko no Yukue?) \| | |                                            |
| - 01. «Perro y motosierra» (犬とチェンソー Inu to Chensō?) - 02. «El lugar donde está Pochita» (ポチタの行方 Pochita no Yukue?) - 03. «Llegada a Tokio» (東京到着 Tōkyō Tōchaku?) - 04. «Power» (力 パワー?, Pawā) | - 05. «Una forma de tocar algunas tetas» (胸を揉む方法 Mune o Momu Hōhō?) - 06. «Servicio» (使役 Shieki?) - 07. «El paradero de Meowy» (ニャーコの行方 Nyāko no Yukue?) |                                            |

| Volumen 02 "Motosierra vs. Murciélago" "Chensō VS Kōmori"(チェンソーVSコウモリ) | ISBN | Publicado                                 |
| Volumen 02 "Motosierra vs. Murciélago" "Chensō VS Kōmori"(チェンソーVSコウモリ) | ISBN 978-4-08-881831-3 ISBN 978-84-679-4262-0 | 2 de mayo de 2019 13 de noviembre de 2020 |
| | |                                           |
| Contiene los capítulos: \| - 08. «Motosierra vs. Murciélago» (チェンソーVSコウモリ Chensō VS Kōmori?) - 09. «Rescate» (救出 Kyūshutsu?) - 10. «Kon» (コン?) - 11. «Compromiso» (妥協 Dakyō?) - 12. «Estrujar» (揉む Momu?) \| - 13. «Demonio arma» (銃の悪魔 Jū no Akuma?) - 14. «Beso francés» (エロキス Ero Kisu?) - 15. «Octavo piso sin fin» (エンドレス8階 Endoresu 8-kai?) - 16. «Primer sabor» (はじめての味 Hajimete no Aji?) \| | |                                           |
| - 08. «Motosierra vs. Murciélago» (チェンソーVSコウモリ Chensō VS Kōmori?) - 09. «Rescate» (救出 Kyūshutsu?) - 10. «Kon» (コン?) - 11. «Compromiso» (妥協 Dakyō?) - 12. «Estrujar» (揉む Momu?) | - 13. «Demonio arma» (銃の悪魔 Jū no Akuma?) - 14. «Beso francés» (エロキス Ero Kisu?) - 15. «Octavo piso sin fin» (エンドレス8階 Endoresu 8-kai?) - 16. «Primer sabor» (はじめての味 Hajimete no Aji?) |                                           |

| Volumen 03 "Mata a Denji" "Denji o Korose"(デンジを殺せ) | ISBN | Publicado                               |
| Volumen 03 "Mata a Denji" "Denji o Korose"(デンジを殺せ) | ISBN 978-4-08-882016-3 ISBN 978-84-679-4351-1 | 2 de agosto de 2019 15 de enero de 2021 |
| | |                                         |
| Contiene los capítulos: \| - 17. «Mata a Denji» (デンジを殺せ Denji o Korose?) - 18. «Motosierra vs. la eternidad» (チェンソーVS永遠 Chensō VS Eien?) - 19. «Premio Nobel» (ノーベル賞 Nōberu-shō?) - 20. «Bebiendo» (飲み Nomi?) - 21. «Sabor de un beso» (キスのお味 Kisu no Oaji?) \| - 22. «Chupa Chups Sabor Cola» (チュッパチャプス コーラ味 Chuppa Chapusu Kōra Aji?) - 23. «Tiroteo» (銃声 Jūsei?) - 24. «Maldición» (呪い Noroi?) - 25. «Fantasma, Serpiente, Motosierra» (ゴースト・ヘビ・チェンソー Gōsuto・Hebi・Chensō?) \| | |                                         |
| - 17. «Mata a Denji» (デンジを殺せ Denji o Korose?) - 18. «Motosierra vs. la eternidad» (チェンソーVS永遠 Chensō VS Eien?) - 19. «Premio Nobel» (ノーベル賞 Nōberu-shō?) - 20. «Bebiendo» (飲み Nomi?) - 21. «Sabor de un beso» (キスのお味 Kisu no Oaji?) | - 22. «Chupa Chups Sabor Cola» (チュッパチャプス コーラ味 Chuppa Chapusu Kōra Aji?) - 23. «Tiroteo» (銃声 Jūsei?) - 24. «Maldición» (呪い Noroi?) - 25. «Fantasma, Serpiente, Motosierra» (ゴースト・ヘビ・チェンソー Gōsuto・Hebi・Chensō?) |                                         |

| Volumen 04 "El arma es más poderosa" "Jū wa Tsuyoshi"(銃は強し) | ISBN | Publicado                               |
| Volumen 04 "El arma es más poderosa" "Jū wa Tsuyoshi"(銃は強し) | ISBN 978-4-08-882075-0 ISBN 978-84-679-4417-4 | 4 de octubre de 2019 5 de marzo de 2021 |
| | |                                         |
| Contiene los capítulos: \| - 26. «El arma es más poderosa» (銃は強し Jū wa Tsuyoshi?) - 27. «De Kioto» (京都より Kyōto Yori?) - 28. «Secretos y mentiras» (秘密と嘘 Himitsu to Uso?) - 29. «Puntuación perfecta» (100点満点 100-ten Manten?) - 30. «Magullado y maltratado» (もっとボロボロ Motto Boroboro?) \| - 31. «Las reglas del futuro» (未来最高 Mirai Saikō?) - 32. «Una y otra vez» (繰り返し繰り返し Kurikaeshi Kurikaeshi?) - 33. «Inicio de la misión» (作戦開始 Sakusen Kaishi?) - 34. «Equipo completo» (全員集合 Zenin Shūgō?) \| | |                                         |
| - 26. «El arma es más poderosa» (銃は強し Jū wa Tsuyoshi?) - 27. «De Kioto» (京都より Kyōto Yori?) - 28. «Secretos y mentiras» (秘密と嘘 Himitsu to Uso?) - 29. «Puntuación perfecta» (100点満点 100-ten Manten?) - 30. «Magullado y maltratado» (もっとボロボロ Motto Boroboro?) | - 31. «Las reglas del futuro» (未来最高 Mirai Saikō?) - 32. «Una y otra vez» (繰り返し繰り返し Kurikaeshi Kurikaeshi?) - 33. «Inicio de la misión» (作戦開始 Sakusen Kaishi?) - 34. «Equipo completo» (全員集合 Zenin Shūgō?) |                                         |

| Volumen 05 "Menor" "Miseinen"(末成年) | ISBN | Publicado                               |
| Volumen 05 "Menor" "Miseinen"(末成年) | ISBN 978-4-08-882171-9 ISBN 978-84-679-4509-6 | 4 de enero de 2020 27 de agosto de 2021 |
| | |                                         |
| Contiene los capítulos: \| - 35. «Menor» (末成年 Miseinen?) - 36. «Katana vs. Motosierra» (日本刀VSチェンソー Nihontō VS Chensō?) - 37. «Tren, Cabeza, Motosierra» (電車・頭・チェンソー Densha・Atama・Chensō?) - 38. «¡Venganza fácil!» (気楽に復讐を! Kiraku ni Fukushū o!?) - 39. «Película sentimental» (きっと泣く Kitto Naku?) \| - 40. «Amor, Flor, Motosierra» (恋・花・チェンソー Koi・Hana・Chensō?) - 41. «Antes de la tormenta» (嵐の前 Arashi no Mae?) - 42. «Enséñame a nadar» (泳ぎ方を教えて Oyogikata o Oshiete?) - 43. «Jane se quedó dormida en la iglesia» (ジェーンは教会で眠った Jēn wa Kyōkai de Nemutta?) \| | |                                         |
| - 35. «Menor» (末成年 Miseinen?) - 36. «Katana vs. Motosierra» (日本刀VSチェンソー Nihontō VS Chensō?) - 37. «Tren, Cabeza, Motosierra» (電車・頭・チェンソー Densha・Atama・Chensō?) - 38. «¡Venganza fácil!» (気楽に復讐を! Kiraku ni Fukushū o!?) - 39. «Película sentimental» (きっと泣く Kitto Naku?) | - 40. «Amor, Flor, Motosierra» (恋・花・チェンソー Koi・Hana・Chensō?) - 41. «Antes de la tormenta» (嵐の前 Arashi no Mae?) - 42. «Enséñame a nadar» (泳ぎ方を教えて Oyogikata o Oshiete?) - 43. «Jane se quedó dormida en la iglesia» (ジェーンは教会で眠った Jēn wa Kyōkai de Nemutta?) |                                         |

| Volumen 06 "Boom Boom Boom" "Ban Ban Ban"(バン バン バン) | ISBN | Publicado                             |
| Volumen 06 "Boom Boom Boom" "Ban Ban Ban"(バン バン バン) | ISBN 978-4-08-882224-2 ISBN 978-84-679-4645-1 | 4 de marzo de 2020 9 de julio de 2021 |
| | |                                       |
| Contiene los capítulos: \| - 44. «Boom Boom Boom» (バン バン バン Ban Ban Ban?) - 45. «Un Buen Día para Explosiones» (爆発日和 Bakuhatsu Biyori?) - 46. «Melodía de Masacre» (皆殺しのメロディ Minagoroshi no Merodi?) - 47. «Suerte con las Mujeres» (女運 On'na un?) - 48. «Kaboom Kaboom Kaboom» (ボンボンボン Bon Bon Bon?) \| - 49. «Huracán Tiburón» (サメハリケーン Same Harikēn?) - 50. «Sharknado» (シャークネード Shākunēdo?) - 51. «Buceo oscuro» (ダークダイビング Dāku Daibingu?) - 52. «Amor perdido, Flor, Motosierra» (失恋・花・チェンソー Shitsuren・Hana・Chensō?) \| | |                                       |
| - 44. «Boom Boom Boom» (バン バン バン Ban Ban Ban?) - 45. «Un Buen Día para Explosiones» (爆発日和 Bakuhatsu Biyori?) - 46. «Melodía de Masacre» (皆殺しのメロディ Minagoroshi no Merodi?) - 47. «Suerte con las Mujeres» (女運 On'na un?) - 48. «Kaboom Kaboom Kaboom» (ボンボンボン Bon Bon Bon?) | - 49. «Huracán Tiburón» (サメハリケーン Same Harikēn?) - 50. «Sharknado» (シャークネード Shākunēdo?) - 51. «Buceo oscuro» (ダークダイビング Dāku Daibingu?) - 52. «Amor perdido, Flor, Motosierra» (失恋・花・チェンソー Shitsuren・Hana・Chensō?) |                                       |

| Volumen 07 "En un sueño" "Yume no Naka"(夢の中) | ISBN | Publicado                              |
| Volumen 07 "En un sueño" "Yume no Naka"(夢の中) | ISBN 978-4-08-882328-7 ISBN 978-84-679-4646-8 | 4 de junio de 2020 6 de agosto de 2021 |
| | |                                        |
| Contiene los capítulos: \| - 53. «En un sueño» (夢の中 Yume no Naka?) - 54. «Ir a Enoshima» (江の島にいくには Enoshima ni Ikuni wa?) - 55. «Vamos» (レッツゴー Rettsu Gō?) - 56. «Una maldición y una primera» (呪いと初めて Noroi to Hajimete?) - 57. «Repentinamente» (突然 Totsuzen?) \| - 58. «Yūtarō Kurose» (黒瀬ユウタロウ Kurose Yūtarō?) - 59. «Desorden» (めちゃくちゃ Mechakucha?) - 60. «La masacre de 49 personas de Quanxi y los demonios» (クァンシと魔人達四十九人斬り Kwanshi to ma Hitotachi Yon-jū-kyū Ningiri?) - 61. «Reportero» (ニュースレポーター Nyūsu Repōtā?) \| | |                                        |
| - 53. «En un sueño» (夢の中 Yume no Naka?) - 54. «Ir a Enoshima» (江の島にいくには Enoshima ni Ikuni wa?) - 55. «Vamos» (レッツゴー Rettsu Gō?) - 56. «Una maldición y una primera» (呪いと初めて Noroi to Hajimete?) - 57. «Repentinamente» (突然 Totsuzen?) | - 58. «Yūtarō Kurose» (黒瀬ユウタロウ Kurose Yūtarō?) - 59. «Desorden» (めちゃくちゃ Mechakucha?) - 60. «La masacre de 49 personas de Quanxi y los demonios» (クァンシと魔人達四十九人斬り Kwanshi to ma Hitotachi Yon-jū-kyū Ningiri?) - 61. «Reportero» (ニュースレポーター Nyūsu Repōtā?) |                                        |

| Volumen 08 "Super desorden" "Chō Mechakucha"(ちょうめちゃくちゃ) | ISBN | Publicado                                   |
| Volumen 08 "Super desorden" "Chō Mechakucha"(ちょうめちゃくちゃ) | ISBN 978-4-08-882376-8 ISBN 978-84-679-4647-5 | 4 de agosto de 2020 3 de septiembre de 2021 |
| | |                                             |
| Contiene los capítulos: \| - 62. «Super desorden» (ちょうめちゃくちゃ Chō Mechakucha?) - 63. «Viaje al infierno» (地獄旅行 Jigoku Ryokō?) - 64. «Bienvenido al infierno» (ウェルカムトゥーザヘル Werukamu tū za Heru?) - 65. «El demonio de la oscuridad» (闇の悪魔 Yami no Akuma?) - 66. «¡Guau!» (ワン！ Wan!?) \| - 67. «El primer cazador de demonios» (最初のデビルハンター Saisho no Debiruhanta?) - 68. «Dark Power» (ダークパワー Dāku Pawā?) - 69. «Poder brillante» (シャイニングパワー Shainingu Pawā?) - 70. «Pellizco» (摘む Tsumu?) \| | |                                             |
| - 62. «Super desorden» (ちょうめちゃくちゃ Chō Mechakucha?) - 63. «Viaje al infierno» (地獄旅行 Jigoku Ryokō?) - 64. «Bienvenido al infierno» (ウェルカムトゥーザヘル Werukamu tū za Heru?) - 65. «El demonio de la oscuridad» (闇の悪魔 Yami no Akuma?) - 66. «¡Guau!» (ワン！ Wan!?) | - 67. «El primer cazador de demonios» (最初のデビルハンター Saisho no Debiruhanta?) - 68. «Dark Power» (ダークパワー Dāku Pawā?) - 69. «Poder brillante» (シャイニングパワー Shainingu Pawā?) - 70. «Pellizco» (摘む Tsumu?) |                                             |

| Volumen 09 "Baño" "Ofuro"(お風呂) | ISBN | Publicado                                   |
| Volumen 09 "Baño" "Ofuro"(お風呂) | ISBN 978-4-08-882470-3 ISBN 978-84-679-4798-4 | 4 de noviembre de 2020 8 de octubre de 2021 |
| | |                                             |
| Contiene los capítulos: \| - 71. «Baño» (お風呂 Ofuro?) - 72. «Todos juntos» (みんな一緒 Min'na Issho?) - 73. «No más la vida cotidiana» (日常の終わりに Nichijō no Owari ni?) - 74. «Lo que dicen las olas» (波の言う事 Nami no Iukoto?) - 75. «9,12» (9.12?) \| - 76. «No lo abras» (開けちゃダメ Akecha Dame?) - 77. «Ring Ring Ring» (チャイムチャイムチャイム Chaimu Chaimu Chaimu?) - 78. «Guerra de nieve» (ゆきがっせん Yuki Gassen?) - 79. «Jugar a atrapar» (キャッチボール Kyatchi Bōru?) \| | |                                             |
| - 71. «Baño» (お風呂 Ofuro?) - 72. «Todos juntos» (みんな一緒 Min'na Issho?) - 73. «No más la vida cotidiana» (日常の終わりに Nichijō no Owari ni?) - 74. «Lo que dicen las olas» (波の言う事 Nami no Iukoto?) - 75. «9,12» (9.12?) | - 76. «No lo abras» (開けちゃダメ Akecha Dame?) - 77. «Ring Ring Ring» (チャイムチャイムチャイム Chaimu Chaimu Chaimu?) - 78. «Guerra de nieve» (ゆきがっせん Yuki Gassen?) - 79. «Jugar a atrapar» (キャッチボール Kyatchi Bōru?) |                                             |

| Volumen 10 "El sentimiento de un perro" "Inu no Kimochi"(犬の気持ち) | ISBN | Publicado                                  |
| Volumen 10 "El sentimiento de un perro" "Inu no Kimochi"(犬の気持ち) | ISBN 978-4-08-882527-4 ISBN 978-84-679-4799-1 | 4 de enero de 2021 10 de diciembre de 2021 |
| | |                                            |
| Contiene los capítulos: \| - 80. «El sentimiento de un perro» (犬の気持ち Inu no Kimochi?) - 81. «Dar Paw» (おてて Otete?) - 82. «Siempre coma un desayuno abundante» (朝食はしっかり Chōshoku wa Shikkari?) - 83. «Muerte, Resurrección, Motosierra» (死・復活・チェンソー Shi Fukkatsu Chensō?) - 84. «Héroe del infierno» (地獄のヒーロー Jigoku no Hīrō?) \| - 85. «Sensación de buen intestino sangrienta» (超跳腸・胃胃肝血 Chō Cho Chō Īkan Dji?) - 86. «Motosierra de fecha» (デートチェンソー Dēto Chensō?) - 87. «Chainsaw Man vs.los humanos armas horribles» (チェンソーマン VS 恐怖の武器人間 Chensō Man VS Kyōfu no Buki Ningen?) - 88. «Motosierra estrella» (スターチェンソー Sutā Chensō?) \| | |                                            |
| - 80. «El sentimiento de un perro» (犬の気持ち Inu no Kimochi?) - 81. «Dar Paw» (おてて Otete?) - 82. «Siempre coma un desayuno abundante» (朝食はしっかり Chōshoku wa Shikkari?) - 83. «Muerte, Resurrección, Motosierra» (死・復活・チェンソー Shi Fukkatsu Chensō?) - 84. «Héroe del infierno» (地獄のヒーロー Jigoku no Hīrō?) | - 85. «Sensación de buen intestino sangrienta» (超跳腸・胃胃肝血 Chō Cho Chō Īkan Dji?) - 86. «Motosierra de fecha» (デートチェンソー Dēto Chensō?) - 87. «Chainsaw Man vs.los humanos armas horribles» (チェンソーマン VS 恐怖の武器人間 Chensō Man VS Kyōfu no Buki Ningen?) - 88. «Motosierra estrella» (スターチェンソー Sutā Chensō?) |                                            |

| Volumen 11 "Ve a por ellos, Chainsaw Man" "Ganbare Chensō Man"(がんばれチェンソーマン) | ISBN | Publicado                               |
| Volumen 11 "Ve a por ellos, Chainsaw Man" "Ganbare Chensō Man"(がんばれチェンソーマン) | ISBN 978-4-08-882576-2 ISBN 978-84-679-4800-4 | 4 de marzo de 2021 4 de febrero de 2022 |
| | |                                         |
| Contiene los capítulos: \| - 89. «Ve a por ellos, Chainsaw Man» (がんばれチェンソーマン Ganbare Chensō Man?) - 90. «Super Power» (超パワー Chō Pawā?) - 91. «Power, Power, Power» (パワー・パワー・パワー Pawā Pawā Pawā?) - 92. «Zombi, Sangre, Motosierra» (ゾンビ・血・チェンソ Zonbi Chi Chensō?) - 93. «Tú y películas de mierda» (君と糞映画 Kimi to Kuso Eiga?) \| - 94. «Chainsaw Man vs. los humanos arma» (チェンソーマン 対 武器人間ズ Chensō Man Tai Buki Ningen Zu?) - 95. «Chainsaw Man vs. el Demonio del control» (チェンソーマン VS 支配の悪魔 Chensō Man VS Shihai no Akuma?) - 96. «Este tipo de sabor» (こんな味 Kon'na Aji?) - 97. «Yo, Amor, Motosierra» (愛・ラブ・チェンソー Ai Rabu Chensō?) \| | |                                         |
| - 89. «Ve a por ellos, Chainsaw Man» (がんばれチェンソーマン Ganbare Chensō Man?) - 90. «Super Power» (超パワー Chō Pawā?) - 91. «Power, Power, Power» (パワー・パワー・パワー Pawā Pawā Pawā?) - 92. «Zombi, Sangre, Motosierra» (ゾンビ・血・チェンソ Zonbi Chi Chensō?) - 93. «Tú y películas de mierda» (君と糞映画 Kimi to Kuso Eiga?) | - 94. «Chainsaw Man vs. los humanos arma» (チェンソーマン 対 武器人間ズ Chensō Man Tai Buki Ningen Zu?) - 95. «Chainsaw Man vs. el Demonio del control» (チェンソーマン VS 支配の悪魔 Chensō Man VS Shihai no Akuma?) - 96. «Este tipo de sabor» (こんな味 Kon'na Aji?) - 97. «Yo, Amor, Motosierra» (愛・ラブ・チェンソー Ai Rabu Chensō?) |                                         |

| Volumen 12 "Ave y Guerra" "Tori to Sensō"(鳥と戦争) | ISBN                                          | Publicado                                   |
| Volumen 12 "Ave y Guerra" "Tori to Sensō"(鳥と戦争) | ISBN 978-4-08-883271-5 ISBN 978-84-679-5974-1 | 4 de octubre de 2022 8 de diciembre de 2022 |
| |                                               |                                             |
| Contiene los capítulos: \| - 98. (鳥と戦争 Tori to Sensō?) - 99. (2羽 Ni-wa?) - 100. (裸足の歩き方 Hadashi no Arukikata?) - 101. (放課後デビルハンター Hōkago Debiru Hantā?) - 102. (セーブザキャット Sēbu Za Kyatto?) - 103. (デンジドリーム Denji Dorīmu?) \| |                                               |                                             |
| - 98. (鳥と戦争 Tori to Sensō?) - 99. (2羽 Ni-wa?) - 100. (裸足の歩き方 Hadashi no Arukikata?) - 101. (放課後デビルハンター Hōkago Debiru Hantā?) - 102. (セーブザキャット Sēbu Za Kyatto?) - 103. (デンジドリーム Denji Dorīmu?)                               |                                               |                                             |

| Volumen 13 "Spoiler" "Netabare"(ネタバレ) | ISBN                                          | Publicado                              |
| Volumen 13 "Spoiler" "Netabare"(ネタバレ) | ISBN 978-4-08-883316-3 ISBN 978-84-679-6156-0 | 4 de enero de 2023 14 de abril de 2023 |
| |                                               |                                        |
| Contiene los capítulos: \| - 104. (ネタバレ Netabare?) - 105. e (灼熱 Shakunetsu?) - 106. (焚火 Takibi?) - 107. (学校の襲撃者 Gakkō no Shūgekisha?) - 108. (アサの大切なもの Asa no Taisetsu na Mono?) - 109. (簡単なイジメのなくしかた Kantan na Ijime no Nakushi Kata?) - 110. (夜のチャイム Yoru no Chaimu?) - 111. (アハハハハ Aha Ha Ha Ha?) - 112. (猫と犯罪者の間 Neko to Hanzaisha no Aida?) \| |                                               |                                        |
| - 104. (ネタバレ Netabare?) - 105. e (灼熱 Shakunetsu?) - 106. (焚火 Takibi?) - 107. (学校の襲撃者 Gakkō no Shūgekisha?) - 108. (アサの大切なもの Asa no Taisetsu na Mono?) - 109. (簡単なイジメのなくしかた Kantan na Ijime no Nakushi Kata?) - 110. (夜のチャイム Yoru no Chaimu?) - 111. (アハハハハ Aha Ha Ha Ha?) - 112. (猫と犯罪者の間 Neko to Hanzaisha no Aida?)                               |                                               |                                        |

| Volumen 14 "¡Quiero ver pingüinos!" "Pengin ga Mitai!"(ペンギンが見たい！) | ISBN                                          | Publicado                              |
| Volumen 14 "¡Quiero ver pingüinos!" "Pengin ga Mitai!"(ペンギンが見たい！) | ISBN 978-4-08-883464-1 ISBN 978-84-679-6361-8 | 4 de abril de 2023 4 de agosto de 2023 |
| |                                               |                                        |
| Contiene los capítulos: \| - 113. (ペンギンが見たい！ Pengin ga Mitai!?) - 114. (エンドレス水族館 Endoresu Suizokukan?) - 115. (今時の高校生 Imadoki no Kōkōsei?) - 116. (ヒトデの味 Hitode no Aji?) - 117. (ペンギンと武器 Pengin to Buki?) - 118. (別れの挨拶 Wakare no Aisatsu?) - 119. (泥棒 Dorobō?) - 120. (トライアングル Toraianguru?) - 121. (幸福論 Kōfukuron?) - 122. (大予言 Daiyogen?) \| |                                               |                                        |
| - 113. (ペンギンが見たい！ Pengin ga Mitai!?) - 114. (エンドレス水族館 Endoresu Suizokukan?) - 115. (今時の高校生 Imadoki no Kōkōsei?) - 116. (ヒトデの味 Hitode no Aji?) - 117. (ペンギンと武器 Pengin to Buki?) - 118. (別れの挨拶 Wakare no Aisatsu?) - 119. (泥棒 Dorobō?) - 120. (トライアングル Toraianguru?) - 121. (幸福論 Kōfukuron?) - 122. (大予言 Daiyogen?)                               |                                               |                                        |

| Volumen 15 "-" "Zensai"(前菜) | ISBN                                          | Publicado                                  |
| Volumen 15 "-" "Zensai"(前菜) | ISBN 978-4-08-883598-3 ISBN 978-84-679-6534-6 | 4 de agosto de 2023 7 de diciembre de 2023 |
| |                                               |                                            |
| Contiene los capítulos: \| - 123. (前菜 Zensai?) - 124. (スープ Sūpu?) - 125. (林檎万引き犯 Ringo Manbiki-han?) - 126. (ぐちゃぐちゃファイト Guchagucha Faito?) - 127. (セーブザアサ Sēbu za Asa?) - 128. (メインディッシュ Mein Disshu?) - 129. (助けてチェンソーマン Tasukete Chensō Man?) - 130. (斬るビル Kiru Biru?) - 131. (糞の味 Kuso no Aji?) - 132. (保護 Hogo?) - 133. (チェンソーマンデモ Chensō Man Demo?) \| |                                               |                                            |
| - 123. (前菜 Zensai?) - 124. (スープ Sūpu?) - 125. (林檎万引き犯 Ringo Manbiki-han?) - 126. (ぐちゃぐちゃファイト Guchagucha Faito?) - 127. (セーブザアサ Sēbu za Asa?) - 128. (メインディッシュ Mein Disshu?) - 129. (助けてチェンソーマン Tasukete Chensō Man?) - 130. (斬るビル Kiru Biru?) - 131. (糞の味 Kuso no Aji?) - 132. (保護 Hogo?) - 133. (チェンソーマンデモ Chensō Man Demo?)                               |                                               |                                            |

| Volumen 16 "-" "Futsū no Shiawase"(普通の幸せ) | ISBN                                          | Publicado                                 |
| Volumen 16 "-" "Futsū no Shiawase"(普通の幸せ) | ISBN 978-4-08-883701-7 ISBN 978-84-679-6969-6 | 4 de diciembre de 2023 7 de junio de 2024 |
| |                                               |                                           |
| Contiene los capítulos: \| - 134. (普通の幸せ Futsū no Shiawase?) - 135. (センチメンタルドライブ Senchimentaru Doraibu?) - 136. (普通の日々 Futsū no Hibi?) - 137. (チューチューラブリームニムニムラムラ Chū Chū Raburī Muni Muni Mura Mura?) - 138. (ソードマン Sōdo Man?) - 139. (イスの気持ち Isu no Kimochi?) - 140. (天秤 Tenbin?) - 141. (普通の人生プラス Futsū no Jinsei Purasu?) - 142. (デンジファンクラブ Denji Fan Kurabu?) - 143. (がおー Gaō?) \| |                                               |                                           |
| - 134. (普通の幸せ Futsū no Shiawase?) - 135. (センチメンタルドライブ Senchimentaru Doraibu?) - 136. (普通の日々 Futsū no Hibi?) - 137. (チューチューラブリームニムニムラムラ Chū Chū Raburī Muni Muni Mura Mura?) - 138. (ソードマン Sōdo Man?) - 139. (イスの気持ち Isu no Kimochi?) - 140. (天秤 Tenbin?) - 141. (普通の人生プラス Futsū no Jinsei Purasu?) - 142. (デンジファンクラブ Denji Fan Kurabu?) - 143. (がおー Gaō?)                               |                                               |                                           |

| Volumen 17 "-" "Jū Kugi Katana"(銃・釘・刀) | ISBN                                          | Publicado                                  |
| Volumen 17 "-" "Jū Kugi Katana"(銃・釘・刀) | ISBN 978-4-08-884035-2 ISBN 978-84-679-7176-7 | 4 de abril de 2024 6 de septiembre de 2024 |
| |                                               |                                            |
| Contiene los capítulos: \| - 144. (銃・釘・刀 Jū Kugi Katana?) - 145. (クンバヤ Kunbaya?) - 146. (チェンソーマン戦争 Chensō Man Sensō?) - 147. (火葬 Kasō?) - 148. (606号室剣 606-gōshitsu Ken?) - 149. (悪魔の選択 Akuma no Sentaku?) - 150. (夢の次 Yume no Tsugi?) - 151. (帰ってきたチェンソーマン Kaettekita Chensō Man?) - 152. (マッサージ Massāji?) - 153. (チェンソーマンハンター Chensō Man Hantā?) \| |                                               |                                            |
| - 144. (銃・釘・刀 Jū Kugi Katana?) - 145. (クンバヤ Kunbaya?) - 146. (チェンソーマン戦争 Chensō Man Sensō?) - 147. (火葬 Kasō?) - 148. (606号室剣 606-gōshitsu Ken?) - 149. (悪魔の選択 Akuma no Sentaku?) - 150. (夢の次 Yume no Tsugi?) - 151. (帰ってきたチェンソーマン Kaettekita Chensō Man?) - 152. (マッサージ Massāji?) - 153. (チェンソーマンハンター Chensō Man Hantā?)                               |                                               |                                            |

| Volumen 18 "-" "Minna Petto"(みんなペット) | ISBN                   | Publicado           |
| Volumen 18 "-" "Minna Petto"(みんなペット) | ISBN 978-4-08-884155-7 | 2 de agosto de 2024 |
| |                        |                     |
| Contiene los capítulos: \| - 154. (みんなペット Minna Petto?) - 155. (前の私 Mae no Watashi?) - 156. (ババババヴヴヴヴバラバラ Ba Ba Ba Ba Vu Vu Vu Vu Barabara?) - 157. (進学資金 Shingaku Shikin?) - 158. (ギョニーギロチン Gyonī Girochin?) - 159. (アタックオンサムライ Atakku on Samurai?) - 160. (心臓の動く向き Shinzō no Ugoku Muki?) - 161. (チェンソーマンパズル Chensō Man Pazuru?) - 162. (恐ろしい奴 Osoroshii Yatsu?) - 163. (夢のタマキン Yume no Tamakin?) - 164. (焼け跡 Yakeato?) \| |                        |                     |
| - 154. (みんなペット Minna Petto?) - 155. (前の私 Mae no Watashi?) - 156. (ババババヴヴヴヴバラバラ Ba Ba Ba Ba Vu Vu Vu Vu Barabara?) - 157. (進学資金 Shingaku Shikin?) - 158. (ギョニーギロチン Gyonī Girochin?) - 159. (アタックオンサムライ Atakku on Samurai?) - 160. (心臓の動く向き Shinzō no Ugoku Muki?) - 161. (チェンソーマンパズル Chensō Man Pazuru?) - 162. (恐ろしい奴 Osoroshii Yatsu?) - 163. (夢のタマキン Yume no Tamakin?) - 164. (焼け跡 Yakeato?)                               |                        |                     |

| Volumen 19 "-" "Itsumo no Fūkei"(いつもの風景) | ISBN                   | Publicado              |
| Volumen 19 "-" "Itsumo no Fūkei"(いつもの風景) | ISBN 978-4-08-884313-1 | 4 de diciembre de 2024 |
| |                        |                        |
| Contiene los capítulos: \| - 165. (いつもの風景 Itsumo no Fūkei?) - 166. (雨・ソープ・切断 Ame Sōpu Setsudan?) - 167. (超チュー Chō chū?) - 168. (キス・好き・スペルマ Kisu suki Superuma?) - 169. (手と適応 Te to Tekiō?) - 170. (寿司の食べ方 Sushi no Tabekata?) - 171. (特異5課 Tokui goka?) - 172. (ヴヴン！ ドオン！ ガブ！ Vuvun! Dōn! Gabu!?) - 173. (少し聞こえてる Sukoshi Kikoeteru?) - 174. (おーい老い Ōi oi?) - 175. (両の手 Ryō no te?) \| |                        |                        |
| - 165. (いつもの風景 Itsumo no Fūkei?) - 166. (雨・ソープ・切断 Ame Sōpu Setsudan?) - 167. (超チュー Chō chū?) - 168. (キス・好き・スペルマ Kisu suki Superuma?) - 169. (手と適応 Te to Tekiō?) - 170. (寿司の食べ方 Sushi no Tabekata?) - 171. (特異5課 Tokui goka?) - 172. (ヴヴン！ ドオン！ ガブ！ Vuvun! Dōn! Gabu!?) - 173. (少し聞こえてる Sukoshi Kikoeteru?) - 174. (おーい老い Ōi oi?) - 175. (両の手 Ryō no te?)                               |                        |                        |

| Volumen 20 "-" "Nishi"(二子) | ISBN                   | Publicado          |
| Volumen 20 "-" "Nishi"(二子) | ISBN 978-4-08-884471-8 | 4 de abril de 2025 |
| |                        |                    |
| Contiene los capítulos: \| - 176. (二子 Nishi?) - 177. (人差し指 Hitosashiyubi?) - 178. (銃の女神 Jū no Megami?) - 179. (ヴァンヴァガ Vanvaga?) - 180. (老いの世界 Oi no Sekai?) - 181. (気になる木 Ki ni Naru Ki?) - 182. (可愛い顔 Kawaii Kao?) - 183. (ゲロ・顔・エロ Gero Kao Ero?) - 184. (走れデンジ Hashire Denji?) - 185. (胃は異世界 I wa Isekai?) - 186. (ギュッ・ボッ・ヴヴン Gyu Bo Vuvun?) \| |                        |                    |
| - 176. (二子 Nishi?) - 177. (人差し指 Hitosashiyubi?) - 178. (銃の女神 Jū no Megami?) - 179. (ヴァンヴァガ Vanvaga?) - 180. (老いの世界 Oi no Sekai?) - 181. (気になる木 Ki ni Naru Ki?) - 182. (可愛い顔 Kawaii Kao?) - 183. (ゲロ・顔・エロ Gero Kao Ero?) - 184. (走れデンジ Hashire Denji?) - 185. (胃は異世界 I wa Isekai?) - 186. (ギュッ・ボッ・ヴヴン Gyu Bo Vuvun?)                               |                        |                    |

| Volumen 21 "-" "Gerore!"(ゲロれ！) | ISBN                   | Publicado          |
| Volumen 21 "-" "Gerore!"(ゲロれ！) | ISBN 978-4-08-884593-7 | 4 de julio de 2025 |
| |                        |                    |
| Contiene los capítulos: \| - 187. (ゲロれ！ Gerore!?) - 188. (蛸・ウォー・チェンソー Tako Wō Chensō?) - 189. (ハートパス・オクトパス Hāto Pasu Okutopasu?) - 190. (元の世界へ Moto no Sekai e?) - 191. (だって悪魔だから Datte Akuma Dakara?) - 192. (悪魔の遊び方 Akuma no Asobikata?) - 193. (バーニングKISS Bāningu Kisu?) - 194. (楽しみ文化祭 Tanoshimi Bunkasai?) - 195. (キルミー涙 Kiru Mī Namida?) - 196. (やってきた！チェンソーマン！ Yattekita! Chensō Man!?) - 197. (3秒 San-byō?) - 198. (キガちゃんデス！ Kiga-chan Desu!?) \| |                        |                    |
| - 187. (ゲロれ！ Gerore!?) - 188. (蛸・ウォー・チェンソー Tako Wō Chensō?) - 189. (ハートパス・オクトパス Hāto Pasu Okutopasu?) - 190. (元の世界へ Moto no Sekai e?) - 191. (だって悪魔だから Datte Akuma Dakara?) - 192. (悪魔の遊び方 Akuma no Asobikata?) - 193. (バーニングKISS Bāningu Kisu?) - 194. (楽しみ文化祭 Tanoshimi Bunkasai?) - 195. (キルミー涙 Kiru Mī Namida?) - 196. (やってきた！チェンソーマン！ Yattekita! Chensō Man!?) - 197. (3秒 San-byō?) - 198. (キガちゃんデス！ Kiga-chan Desu!?)                               |                        |                    |

| Volumen 22 "-" (-) | ISBN                   | Publicado               |
| Volumen 22 "-" (-) | ISBN 978-4-08-884669-9 | 4 de septiembre de 2025 |
|                    |                        |                         |

### Anime
El 14 de diciembre de 2020, se anunció que el manga sería adaptado a serie de anime producida por Mappa. Se presentó en Jump Festa '21 y el primer tráiler se reveló en el evento «MAPPA Stage 2021 - 10th Anniversary» el 27 de junio de 2021. Ryū Nakayama dirige, Hiroshi Seko es el guionista y Kensuke Ushio compone la música. La serie se estrenó el 11 de octubre de 2022 en TV Tokyo, con «Kick Back» de Kenshi Yonezu como tema de apertura y diferentes temas de cierre en cada episodio. Crunchyroll adquirió los derechos con doblaje en español latino, mientras que Medialink lo tiene para el sur y sudeste de Asia. El doblaje al castellano fue anunciado por Crunchyroll el 17 de febrero de 2023.

#### Película
El 17 de diciembre de 2023, en el evento Jump Festa '24, se anunció una película de anime, titulada Gekijō-ban Chainsaw Man Reze-hen (劇場版チェンソーマン レゼ篇?). La película se estrenará en Japón el 19 de septiembre de 2025 y será distribuida por Toho. El personal regresa de la serie de anime, mientras que Tatsuya Yoshihara será el director.

### Otros medios
Good Smile Company lanzará figuras de Nendoroid basadas en personajes de Chainsaw Man a partir de octubre de 2021, incluidos Denji, Pochita y Power.
Una exposición, «Chainsaw Man Manga Exhibition», se llevó a cabo en el área de la galería Space Hachikai de Tower Records, Shibuya, del 12 de junio al 4 de julio de 2021.

## Recepción
En 2019, Chainsaw Man ocupó el segundo lugar en el quinto premio Next Manga Awards en la categoría de impresión. La serie ocupó el puesto número 9 en la tercera edición anual de los Tsutaya Comic Awards en 2019. La serie ocupó el puesto número 4 en Kono Manga ga Sugoi! de Takarajimasha en la lista de los mejores manga de 2020 para lectores masculinos, y encabezó la lista de 2021. En el ranking Kono Manga wo Yome de la revista Freestyle!, la serie ocupó el puesto 12 en la lista de los mejores manga de 2020, y ocupó el puesto 16, junto con Kimetsu no Yaiba, en la lista de 2021. En 2020, el manga fue nominado para el 13° premio Manga Taishō y ocupó el puesto número 8 con 40 puntos. Ocupó el puesto número 2 en los «Cómics recomendados de 2020 por los empleados de las librerías nacionales» según la librería en línea Honya Club. En 2020, la serie ocupó el puesto número 10 en la encuesta «Adaptación de anime más buscada» realizada por AnimeJapan. La serie ocupó el puesto 45 en la lista de «Libro del año» de 2021 de la revista Da Vinci. Chainsaw Man ocupó el segundo lugar, solo detrás de Jujutsu Kaisen, en el ranking de la comunidad de manga de Alu «My Manga Best5» 2020, en el que participaron 46 641 usuarios (a través de Twitter). En la encuesta Manga Sōsenkyo 2021 de TV Asahi, en la que 150.000 personas votaron por sus 100 mejores series de manga, Chainsaw Man ocupó el puesto 58. En 2021, junto con Karakai Jōzu no Takagi-san, Chainsaw Man ganó el 66.º Premio Shogakukan Manga en la categoría shōnen. Chainsaw Man ha sido nominado para la categoría de Mejor Manga del Premio Harvey en 2021.

### Ventas
En agosto de 2020, el manga tenía más de 3 millones de copias en circulación. En octubre de 2020, el manga tenía más de 4,2 millones de copias en circulación. En diciembre de 2020, el manga tenía más de 5 millones de copias en circulación. En enero de 2021, el manga tenía más de 6,4 millones de copias en circulación. En marzo de 2021, el manga tenía más de 9,3 millones de copias en circulación. En junio de 2021, el manga tenía 11 millones de copias en circulación. Chainsaw Man fue la quinta serie de manga más vendida en la primera mitad de 2021 (período entre noviembre de 2020 y mayo de 2021), con más de 4 millones de copias vendidas.

### Recepción de la crítica
James Beckett de Anime News Network le dio al primer volumen del manga una calificación de «B+». Beckett describió la serie como «tonta, pervertida, oscura y extraña». Elogió la serie por su convincente construcción de mundos y desarrollo de personajes, y calificó la historia de «una mezcolanza de comedias de sexo adolescente obsceno, Hellboy y The Evil Dead». Beckett, sin embargo, afirmó que su deleite con el humor crudo y la violencia podría resultar desagradable para algunos lectores. Hannah Collins de Comic Book Resources le dio a la serie una crítica positiva. Ella elogió la caligrafía de Fujimoto y afirmó que las escenas sangrientas, en lugar de ser gratuitas, hacen que la historia se sienta «refrescantemente sin filtros». Collins agregó: «Chainsaw Man tiene todas las características de una serie de acción sobrenatural estándar, pero sus momentos más tranquilos son donde su corazón oscuro late más rápido». Adi Tantimedh de Bleeding Cool le dio al primer volumen una puntuación de 7/10. Tantimedh comentó que Chainsaw Man se distingue por su comedia de payasadas, y un tono «mortalmente serio» podría haber hecho que la serie fuera ilegible. Describió a los personajes como «personas tristes y quebrantadas que viven fuera de las normas de la sociedad y no han aprendido las habilidades sociales básicas», y comentó que el subtexto de la serie trata sobre «la gente es abusada, degradada, deshumanizada, objetivada y literalmente convertida en objetos». Tantimedh concluyó: «La sociedad tiene la culpa de degradar a las personas en herramientas y objetos; estos mangas parecen estar diciendo, aunque nunca culpan directamente al capitalismo o la represión alienante de la sociedad japonesa. El resultado es uno de los manga más singulares que existen».
Ian Wolf de Anime UK News dio el primer volumen 6/10. Wolf escribió que la característica principal de la serie son las secuencias de acción y que «la ridiculez de la historia ayuda a agregar comedia a todo el asunto». Wolf concluyó que «Chainsaw Man tiene algunas cosas a su favor y, con suerte, puede construir desde un comienzo prometedor». En su reseña del primer volumen, Danica Davidson de Otaku USA dijo que la serie era «casualmente espantosa y violenta» y que «salpica bastante humor», que según ella, gira principalmente en torno a Denji tratando de conseguir una novia. También afirmó que la parte emocional de la historia es sobre el amor entre Denji y Pochita. Davidson concluyó: «Es un poco difícil decir desde el primer volumen hacia dónde irá la serie a partir de aquí, pero se revela como un shōnen sangriento y lleno de acción con algo de corazón mostrando a través de la rareza, y ha tenido mucho éxito en Japón».
Katherine Dacey de The Manga Critic disfrutó de la serie. Dacey escribió que no esperaba momentos de «patetismo genuino» en la serie, refiriéndose a las interacciones entre Denji y Pochita, y afirmó que su principal atractivo son las «escandalosas demostraciones de sangre y violencia», y agregó que Fujimoto «hace todo lo posible para traspasar los límites del buen gusto». Con respecto a los diseños de los demonios, escribió que algunos son «sin inspiración» y que los más memorables están «claramente diseñados para provocar un 'ewww' apreciativo». Dacey también escribió que «Denji es un héroe shōnen más honesto que el típico protagonista de Jump; piensa y actúa como un verdadero adolescente, hasta en su ensimismamiento y objetivación total de las mujeres». Dacey concluyó: «No puedo decir que alguna vez me haya entusiasmado con Denji como personaje principal, pero terminé mi maratón de lectura con un respeto a regañadientes por la creación excesiva y ridícula de Fujimoto, que me entretuvo y repelió en igual medida. Su kilometraje variará». Julia Lee de Polygon le dio a la serie una revisión positiva. Lee señaló que las escenas sangrientas de la serie la hacen diferente de otras series shōnen, y agregó que tiene un «contraste curiosamente tonto entre los personajes y lo que está sucediendo». Lee declaró que la mente simple de Denji y sus «instintos excéntricos» pueden cansar a veces, pero eso no hace que la serie sea mala, y con la introducción de los «personajes secundarios extremadamente interesantes», como Power y Makima, la historia «da un giro para mejor».
Nicholas Dupree de Anime News Network escribió que las características principales de la serie son su «tono irreverente y su violencia deliciosamente sangrienta» y el humor «grosero, crudo y deliberadamente vulgar», pero que también tiene un «corazón que late con orgullo», que «simpatiza con la lucha por encontrar sentido o consuelo en un mundo cruel e impredecible». Afirmó que Chainsaw Man es una «vorágine grandilocuente, casi nihilista de chistes gore y pollas, pero con el contexto más amplio queda claro que es en parte una reacción al mundo absurdo e ilógico en el que tiene lugar». Dupree elogió el estilo artístico de Fujimoto y escribió que «a medida que los demonios enemigos de la historia se vuelven más poderosos, su imaginación para narraciones visuales extrañas, abstractas y genuinamente inquietantes alcanza alturas que nunca antes había visto en una serie de Jump». Dupree agregó que la serie «logró tomar gran parte de la comunidad de manga en línea por asalto» en casi dos años, lo cual es raro en una serie de manga sin adaptación de anime, y concluyó: «Es un viaje emocionante extraño, impredecible e innegablemente único, y lo amas o lo odias, no hay nada que se le parezca». Al revisar el capítulo 97 y último de Chainsaw Man en Shūkan Shōnen Jump, Reiichi Narima de Real Sound declaró que la forma de mostrar el crecimiento de Denji a través de la pérdida es una narración más relacionada con el manga seinen que con el manga shōnen, y afirmó que estaba «profundamente conmovido» por la inclusión de este tipo de historias en Shūkan Shōnen Jump. Narima finalmente calificó la serie como una obra maestra y concluyó: «en el centro de la violencia sangrienta, estaba la triste historia de amor de un niño».